# Semjon Denissowitsch Ignatjew

Grab von Ignatjew

Semjon Denissowitsch Ignatjew (russisch Семён Денисович Игнатьев; * 1. Septemberjul. / 14. September 1904greg. in Karlowka, Gouvernement Cherson, Russisches Reich; † 27. November 1983 in Moskau) war ein sowjetischer Politiker.

## Biografie
Ignatjew trat als Arbeiter 1919 dem Jugendverband Komsomol und zu Beginn der 1920er Jahre der sowjetischen Geheimpolizei GPU bei. Nach seinem Eintritt in die KPdSU war er bis 1951 als Parteifunktionär tätig.
In den folgenden Jahren war er von 1937 bis 1943 Sekretär der KP in der Burjatischen Autonomen Sozialistischen Sowjetrepublik (ASSR), zwischen 1943 und 1946 Erster Sekretär der KP der Baschkirischen ASSR, von 1946 bis 1949 Sekretär der KP der Weißrussischen SSR sowie zwischen 1949 und 1951 Sekretär der KP der Ukrainischen SSR.
Am 9. August 1951 wurde er dann als Nachfolger von Sergei Ogolzow Minister für Staatssicherheit der UdSSR. Außerdem war er von 1952 bis 1961 Mitglied des Zentralkomitees (ZK) der KPdSU sowie von Oktober 1952 bis März 1953 Mitglied des Politbüros der KPdSU.
In dieser Funktion war er laut der Geheimrede von Nikita Chruschtschow auf dem XX. Parteitag der KPdSU im Februar 1956 verantwortlich für die Untersuchung der sogenannten „Ärzteverschwörung“. Dabei wurde er von Josef Stalin unter Androhung des eigenen Todes damit beauftragt, eine eventuelle Verschwörung durch eine Reihe von jüdischen Ärzten des Kreml zu untersuchen. Grund der Untersuchung waren insbesondere die Umstände des Todes des engen Vertrauten Stalins und Mitglied des Politbüros der KPdSU Andrei Alexandrowitsch Schdanow am 31. August 1948 sowie der angeblichen Gesundheitsschädigung anderer führender Persönlichkeiten der Staats- und Parteiführung. Zwei der Ärzte verstarben während der Ermittlung, während die übrigen Beschuldigten unmittelbar nach dem Tod Stalins am 5. März 1953 freigelassen wurden.
Ignatjew selbst wurde noch am Tage von Stalins Tod als Minister für Staatssicherheit nach einem Herzinfarkt entlassen und das Ministerium als eigenständiges Ministerium aufgelöst und der Aufgabenbereich dem Innenminister Lawrenti Beria unterstellt.
Er selbst wurde zunächst am 6. März 1953 Sekretär des Zentralkomitees (ZK) der KPdSU, aber bereits einen Monat später am 6. April 1953 wegen „politischer Blindheit und Leichtgläubigkeit“ in der Ärzteverschwörung abgesetzt. Diese Verschwörung war, so Chruschtschow in seiner späteren Geheimrede, von „Anfang bis Ende fabriziert“.
1954 wurde er von Chruschtschow allerdings rehabilitiert und zum Ersten Sekretär der KPdSU in der Baschkirischen ASSR ernannt. 1957 wurde er dann Erster Sekretär der KPdSU in der benachbarten Tatarischen ASSR. Diese Position hatte er bis zu seinem Eintritt in den Ruhestand am 28. Oktober 1960 inne.
Für seine Verdienste wurde ihm 1974 anlässlich seines 70. Geburtstages der Orden der Oktoberrevolution verliehen. Darüber hinaus wurde er vier Mal mit dem Leninorden ausgezeichnet.
Nach seinem Tode wurde er auf dem Nowodewitschi-Friedhof beigesetzt, einem der bekanntesten Ehrenfriedhöfe in Russland.